# 門脇槇夫
門脇 槇夫（かどわき まきお、1946年（昭和21年）11月10日 - 2019年（令和元年）12月11日）は、日本の政治家、元高知県香美市長（1期）。

## 来歴
高知県出身。高知県立高知農業高等学校卒。農業に従事し、土佐山田町議会議員、同議長、同町長を経て、土佐山田町は2006年に合併で香美市となった。合併後の市長選挙に立候補し、当選した。当選後は地域集落の維持活動に努め、森林林業再生プランを策定、木材などの搬出コストの低減などに力を入れた。2010年に再選。市長を2期務め、2014年に退任した。2017年に旭日小綬章を受章した。